# あらかぜ (巡視艇・初代)
あらかぜ（英語: JCG Arakaze, CL-14）は、海上保安庁が運用していた港内艇（1957年に巡視艇に呼称変更）。区分上はCL型、公称船型は15メートル型。

## 来歴
本船は当初、木造構造船として計画されていた。しかし当時、軽金属協会において耐食アルミニウム合金の研究が進展しており、1950年には、世界に先駆けてAl-Mg-Mn-Cr系のAN系合金の試作に成功していた。また海外からの技術導入によって、この新たな耐食合金の溶接性が研究されたこともあり、AN系の耐食アルミニウム合金が採用されることになった。

## 設計
上記の経緯により、本艇は、日本初のアルミニウム合金艇として建造されることになった。このため、設計・建造にあたっては、軽金属協会内に設置された船舶軽金属委員会の協力を得て、基礎実験を重ねつつ慎重に進められることになった。
主要材料は耐食アルミニウム合金7種A2P7（仮規格：後のA5083相当）とされた。また異種金属による電蝕が懸念されたことから、舵・舵軸およびシャットブラケットなどはアルミニウム合金製とされた。管類も極力アルミニウム合金製とし、異種材料を使わざるを得なかった部分はゴム管を挿入して絶縁した。また二号船底塗料についても、従来の金属系の毒分を含有するものは使えないため、有機毒物を含有するものを試作して採用した。
構造様式は縦肋骨方式である。また工作手法としては、当初は全溶接工法とする予定であったが、歪みが予想外に大きかったことから、板継ぎと外板・横部材の間は溶接となったものの、縦肋骨と外板、隔壁周辺山形材と外板、舷縁山形材と外板・甲板は鋲接合となった。
主機関としては、DH2Mディーゼルエンジン（単機出力220馬力）を2基搭載した。機関はゴムによる防振支持とされ、また、機関と軸系の間にもゴム可撓装置を挿入するなど、絶縁・防振に配慮された。推進軸とプロペラには、アルミニウム合金と電位がほぼ等しい不銹鋼を使用するとともに、特殊な防蝕塗装を施している。
なお上記の通り、本船は日本初のアルミニウム合金船艇であることから、廃船後、軽金属溶接構造協会の要請により、三菱重工業下関造船所にて主船体などからサンプルが採取され、神戸製鋼所軽合金伸銅事業部長府研究室で分析が行われた。この結果、外板には腐食がなく建造当時の状態を維持していること、塗膜の密着性もよく防食性が維持できていることが確認された。

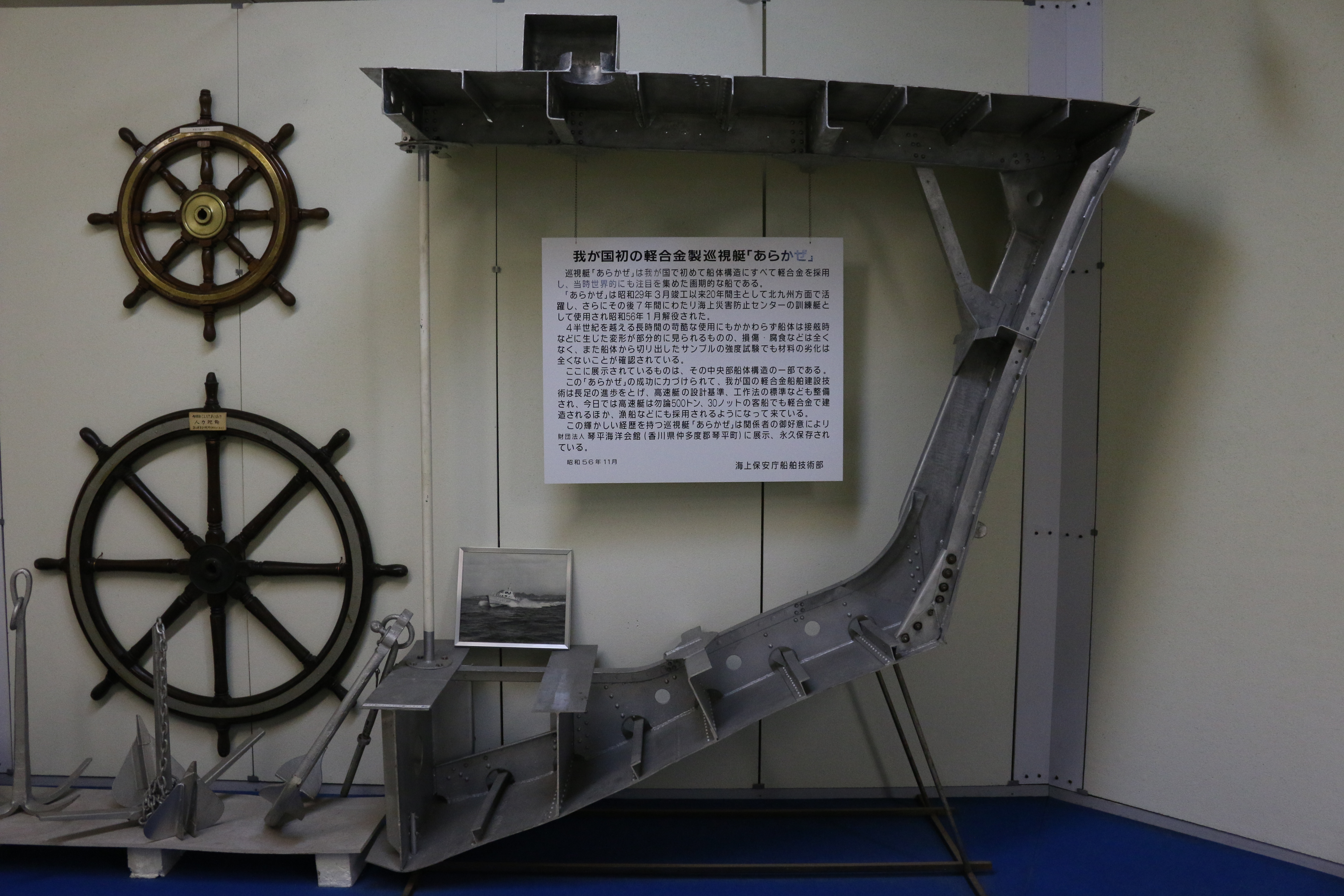
あらかぜから切り出した船体サンプル。海上保安資料館にて展示。